# هربرت کلیفورد
هربرت کلیفورد (انگلیسی: Herbert Clifford; ۱ ژانویهٔ ۱۷۸۹ – ۹ سپتامبر ۱۸۵۵) مبلغ مذهبی و افسر نیروی دریایی پادشاهی بریتانیا در طول جنگ‌های ناپلئونی و بنیانگذار مبلغان دریایی لوچو (۱۸۴۳) بود.